# Get Closer
Get Closer — одиннадцатый студийный альбом американской певицы Линды Ронстадт, вышедший в 1982 году. Он достиг полумиллионного тиража и золотого статуса RIAA. В записях участвовали такие звёзды как Долли Партон, Эммилу Харрис, Джеймс Тейлор, Питер Эшер, Линдси Бакингем (из группы Fleetwood Mac), Патти Остин. Три номинации на премию «Грэмми», включая «Лучшее женское вокальное поп-исполнение» (где конкурировала с Оливия Ньютон-Джон, Лора Брэниган и Джус Ньютон и уступила Мелиссе Манчестер) и «Лучшее женское вокальное рок-исполнение» (где конкурировала с Ким Карнс, Донной Саммер и Бонни Рэйтт и уступила Пэт Бенатар). Но альбом выиграл в категории за оформление обложки альбома.

## История
Альбом вышел в сентябре 1982 года на лейблах Elektra Records/Asylum Records.
Альбом получил положительные и умеренные отзывы музыкальных критиков и интернет-изданий, имел коммерческий успех и тираж в 0,5 млн копий в США и золотую сертификацию RIAA. Альбом занял позицию № 19 в чарте Top Country Albums, в американском хит-параде Billboard Top LPs & Tape диск смог подняться на 31-е место.

## Список композиций
| №  | Название                       | Автор(ы)                                              | Длительность |
| -- | ------------------------------ | ----------------------------------------------------- | ------------ |
| 1. | «Get Closer»                   | Джон Кэрролл                                          | 2:29         |
| 2. | «The Moon Is a Harsh Mistress» | Джимми Уэбб                                           | 3:03         |
| 3. | «I Knew You When»              | Джо Саут                                              | 2:53         |
| 4. | «Easy for You to Say»          | Джимми Уэбб                                           | 4:03         |
| 5. | «People Gonna Talk»            | Уильям Уилер, Ли Дорси, Моррис Леви, Кларенс Л. Льюис | 2:38         |
| 6. | «Talk to Me of Mendocino»      | Кейт МакГарригл                                       | 2:57         |

| №                   | Название                                                        | Автор(ы)                           | Длительность |
| ------------------- | --------------------------------------------------------------- | ---------------------------------- | ------------ |
| 1.                  | «I Think It’s Gonna Work Out Fine» (вместе с Джеймсом Тейлором) | Роуз Мари Маккой, Сильвия МакКинни | 4:01         |
| 2.                  | «Mr. Radio»                                                     | Родерик Тейлор                     | 4:07         |
| 3.                  | «Lies»                                                          | Бадди Рэнделл, Бо Чарльз           | 2:35         |
| 4.                  | «Tell Him»                                                      | Берт Бернс                         | 2:35         |
| 5.                  | «Sometimes You Just Can’t Win» (вместе с Джей Ди Саутером)      | Смоки Стовер                       | 2:30         |
| 6.                  | «My Blue Tears» (вместе с Долли Партон и Эммилу Харрис)         | Долли Партон                       | 2:40         |
| Общая длительность: | Общая длительность:                                             | Общая длительность:                | 36:31        |

## Участники записи
Приведены по сведениям базы данных Discogs, нумерация треков указана по изданию в формате компакт-диска.
| Музыканты: - Линда Ронстадт — ведущий вокал, бэк-вокал (в песнях 1, 3, 7, 10, 12) - Билл Пейн — электрическое пианино Wurlitzer (в песне 1), акустическое пианино (в песнях 2, 3, 5), струнные аранжировки и дирижёр (в песне 2), орган (в песне 3), Родес-пиано (в песнях 4, 8), синтезаторы (в песне 8), клавишные (в песнях 9, 10) - Линдси Бакингем — аккордеон (в песне 6) - Дон Гролник — Prophet-5 (в песне 7), орган (в песне 11) - Эндрю Голд — электрогитара (в песнях 1, 10), акустическая гитара (в песнях 6, 8), перкуссия (в песнях 7, 8, 10), гармонический вокал (в песне 8), акустическое фортепиано (в песне 11) - Дэнни Кортчмар — электрогитара (в песнях 1—4, 9, 11) - Уодди Вахтель — электрогитара (в песнях 1, 4, 7, 10), акустическая гитара (в песне 11) - Дэн Дагмор — педальная слайд-гитара (в песнях 2, 8, 11), электрогитара (в песнях 4, 7, 9) - Дэвид Грисман — мандолина (в песне 6) - Эммилу Харрис — акустическая гитара (в песне 12), ведущий и бэк-вокал (в песне 12) | Музыканты: - Боб Глауб — бас-гитара (в песнях 1—5, 7—10) - Кенни Эдвардс — акустическая бас-гитара (в песне 6), бас-гитара (в песне 11) - Расс Кункель — ударные (в песнях 1—5, 8, 9) - Рик Шлоссер — ударные (в песнях 7, 10) - Рик Маротта — ударные (в песне 11) - Питер Эшер — перкуссия (в песнях 8, 10) - Джерри Петерсон — саксофон (в песне 5) - Джим Хорн — баритон-саксофон (в песне 7) - Деннис Кармазин — виолончель (в песне 6) - Патти Остин — бэк-вокал (в песнях 1, 3) - Розмари Батлер — бэк-вокал (в песнях 1, 3, 9, 10) - Джеймс Тейлор — ведущий и бэк-вокал (в песне 7) - Эди Леман — бэк-вокал (в песне 9) - Дебби Пёрл — бэк-вокал (в песне 10) - Джей Ди Саутер — ведущий и гармонический вокал (в песне 11) - Долли Партон — ведущий и бэк-вокал (в песне 12) |

| Технический персонал: - Питер Эшер — музыкальный продюсер (в песнях 1—11) - Брайан Ахерн — музыкальный продюсер (в песне 12) - Джордж Массенбург — звукорежиссёр (в песнях 1—11) - Вал Гарай — звукорежиссёр (в песнях 1—11) - Стюарт Тейлор — звукорежиссёр (в песне 12) - Нико Болас — ассистент звукорежиссёра (в песнях 1—11) - Барбара Руни — ассистент звукорежиссёра (в песнях 1—11) | Технический персонал: - Брюс Вильдштейн — ассистент звукорежиссёра (в песнях 1—11) - Дуг Сакс — мастеринг-инженер - Эдд Колаковски — техник по фортепиано и гитаре - Аарон Рапопорт — фотографии - Джон Кош — арт-директор, дизайнер - Рон Ларсон — арт-директор, дизайнер - Глория Бойс — координатор альбома |

## Позиции в хит-парадах
Еженедельные чарты:
| Год       | Хит-парад                       | Высшая позиция | Пребывание в чарте |
| --------- | ------------------------------- | -------------- | ------------------ |
| 1982—1983 | Австралия (Kent Music Report)   | 31             | нет данных         |
| 1982—1983 | Канада (RPM 100 Albums)         | 48             | 11 недель          |
| 1982—1983 | Норвегия (VG-lista)             | 27             | 2 недели           |
| 1982—1983 | США (Billboard Top LPs & Tape)  | 31             | 28 недель          |
| 1982—1983 | США (Billboard Top Country LPs) | 19             | 22 недели          |

## Сертификации
| Регион                                                      | Сертификация | Продажи  |
| ----------------------------------------------------------- | ------------ | -------- |
| Канада (Music Canada)                                       | Золотой      | 50 000^  |
| США (RIAA)                                                  | Золотой      | 500 000^ |
| ^ Данные о тиражах приведены только на основе сертификации. |              |          |